# Lauküla
Lauküla är en ort i Estland. Den ligger i Sangaste kommun och landskapet Valgamaa, i den södra delen av landet, 190 km sydost om huvudstaden Tallinn. Lauküla ligger 53 meter över havet och antalet invånare är 134.
Terrängen runt Lauküla är platt. Runt Lauküla är det glesbefolkat, med 14 invånare per kvadratkilometer. Närmaste större samhälle är Otepää, 18,7 km norr om Lauküla. Omgivningarna runt Lauküla är en mosaik av jordbruksmark och naturlig växtlighet.